# Ripley (cratère)
Pour les articles homonymes, voir Ripley.

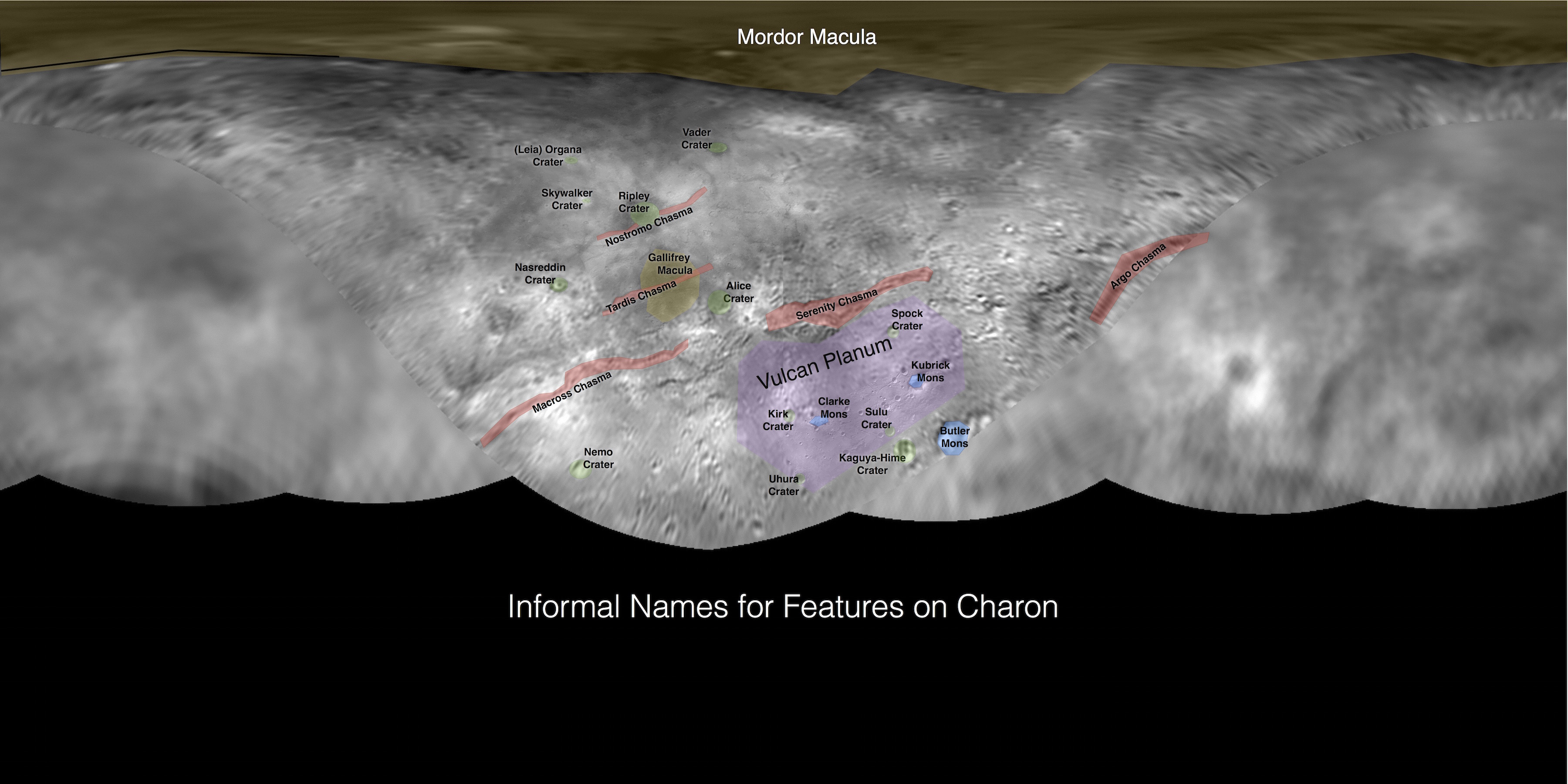
Carte de Charon. Le cratère Ripley se trouve à côté du chasma Nostromo.

Le cratère Ripley est un cratère d'impact situé sur Charon, une lune de Pluton. Il a été nommé d'après l'héroïne Ellen Ripley,.